# Wey VV6

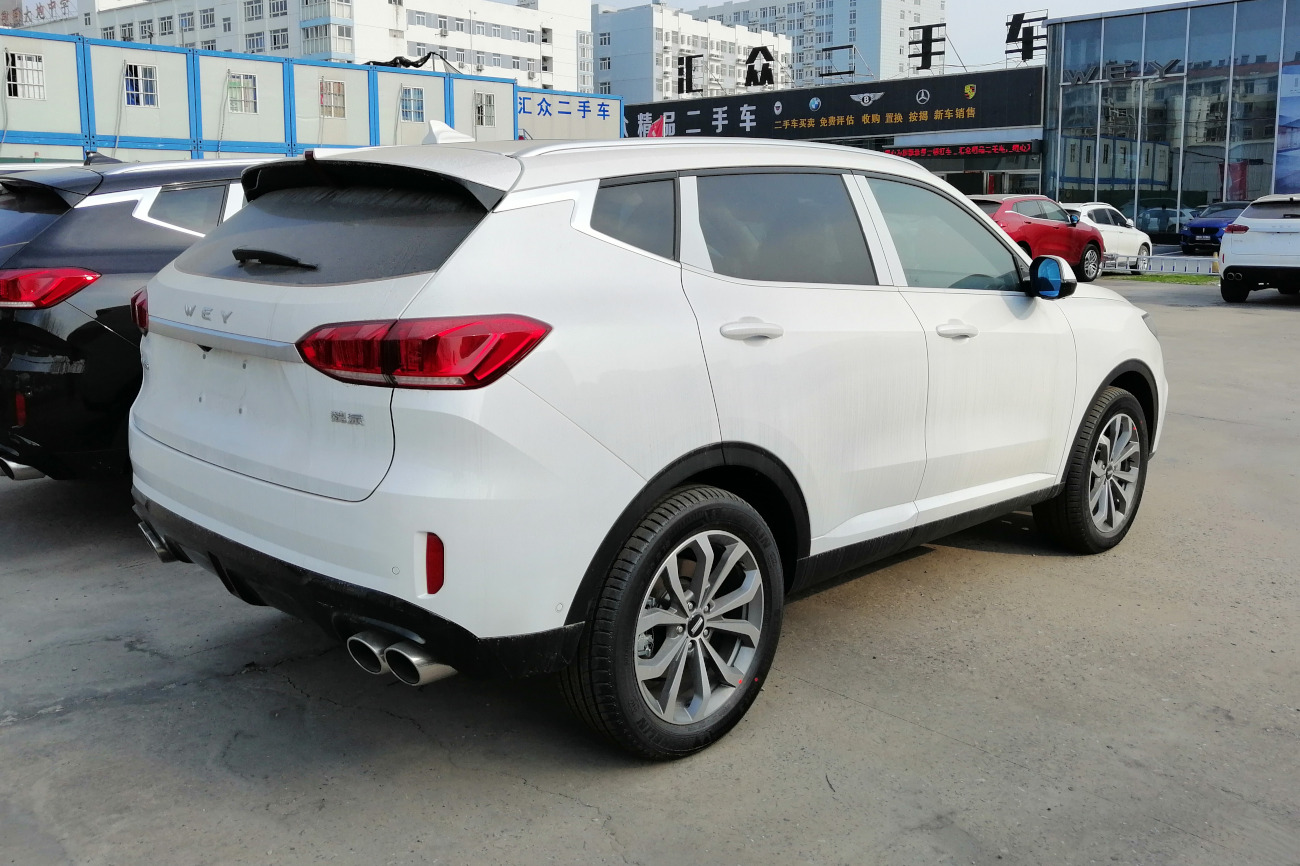
Heckansicht

Der Wey VV6 ist ein Sport Utility Vehicle der zu Great Wall Motor gehörenden chinesischen Automobilmarke Wey. Es ist zwischen den 2017 eingeführten VV5 und VV7 positioniert.

## Geschichte
Das fünfsitzige SUV debütierte auf der Guangzhou Auto Show im November 2017. In China wurde es zwischen August 2018 und Juli 2021 verkauft.

## Technische Daten
Der VV6 basiert auf derselben Plattform wie der kleinere VV5 und der Haval H6.
Angetrieben wurde das SUV zum Marktstart vom aus dem VV5 und dem Haval H6 bekannten Zweiliter-Ottomotor mit 145 kW (197 PS). Das maximale Drehmoment liegt bei 355 Nm, die Höchstgeschwindigkeit gibt Wey mit 195 km/h an.
| Kenngrößen                                  | 2.0T                              | 2.0T                           | 2.0T                           |
| Bauzeitraum                                 | 08/2018–07/2019                   | 05/2019–07/2019                | 07/2019–07/2021                |
| Motorkenndaten                              |                                   |                                |                                |
| Motortyp                                    | R4-Ottomotor                      | R4-Ottomotor                   | R4-Ottomotor                   |
| Motoraufladung                              | Turbolader                        | Turbolader                     | Turbolader                     |
| Hubraum                                     | 1967 cm³                          | 1967 cm³                       | 1967 cm³                       |
| max. Leistung                               | 145 kW (197 PS) bei 5200–5500/min | 165 kW (224 PS) bei 5500/min   | 167 kW (227 PS) bei 5500/min   |
| max. Drehmoment                             | 355 Nm bei 2000–3200/min          | 385 Nm bei 1800–3600/min       | 387 Nm bei 1800–3600/min       |
| Kraftübertragung                            |                                   |                                |                                |
| Antrieb, serienmäßig                        | Vorderradantrieb                  | Vorderradantrieb               | Vorderradantrieb               |
| Antrieb, optional                           | (Allradantrieb)                   | (Allradantrieb)                | (Allradantrieb)                |
| Getriebe, serienmäßig                       | 7-Gang-Doppelkupplungsgetriebe    | 7-Gang-Doppelkupplungsgetriebe | 7-Gang-Doppelkupplungsgetriebe |
| Messwerte                                   |                                   |                                |                                |
| Höchstgeschwindigkeit                       | 195 km/h                          | 200 km/h                       | 200 km/h                       |
| Beschleunigung, 0–100 km/h                  | 9,1 s                             | k. A.                          | k. A.                          |
| Kraftstoffverbrauch auf 100 km (kombiniert) | 7,4 l Super (7,9 l Super)         | 7,1 l Super (7,8 l Super)      | 7,1 l Super (7,8 l Super)      |

- Werte in runden Klammern gelten für Modell mit Allradantrieb.